# Steige (Bas-Rhin)
Steige ist eine französische Gemeinde mit 620 Einwohnern (Stand 1. Januar 2021) im Département Bas-Rhin in der Region Grand Est (bis 2015 Elsass). Sie gehört zum Arrondissement Sélestat-Erstein und zum Kanton Mutzig.

## Geografie
Die Gemeinde Steige liegt im Tal des oberen Ruisseau du Giessen de Steige, einem Nebenfluss des Giessen in den Vogesen. Der 535 Meter hohe Col de Steige verbindet Steige mit dem oberen Breuschtal.
Neben der Hauptsiedlung bestehen auch die Ortsteile Architte, Bas-de-Monts, Champ-Marchal, La Mine, Roseprés und Woisselingoutte.
Nachbargemeinden von Steige sind Breitenbach im Nordosten, Maisonsgoutte im Osten, Lalaye im Süden, Urbeis im Südwesten sowie Ranrupt im Nordwesten.

## Bevölkerungsentwicklung
| Jahr      | 1962 | 1968 | 1975 | 1982 | 1990 | 1999 | 2007 | 2020 |
| Einwohner | 530  | 540  | 520  | 505  | 463  | 505  | 541  | 614  |

## Sehenswürdigkeiten
- Fachwerkhäuser

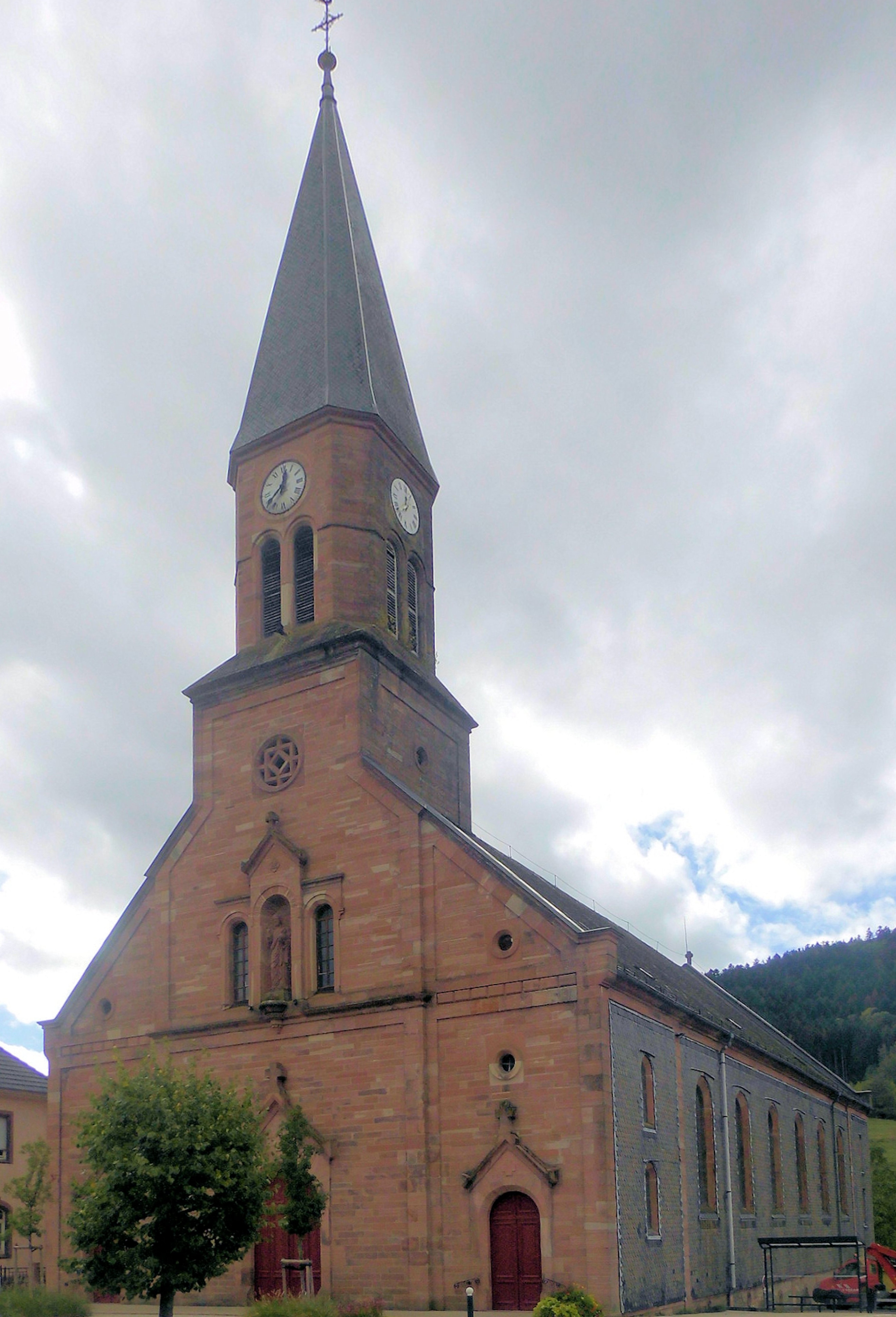
Kirche Sainte-Madeleine
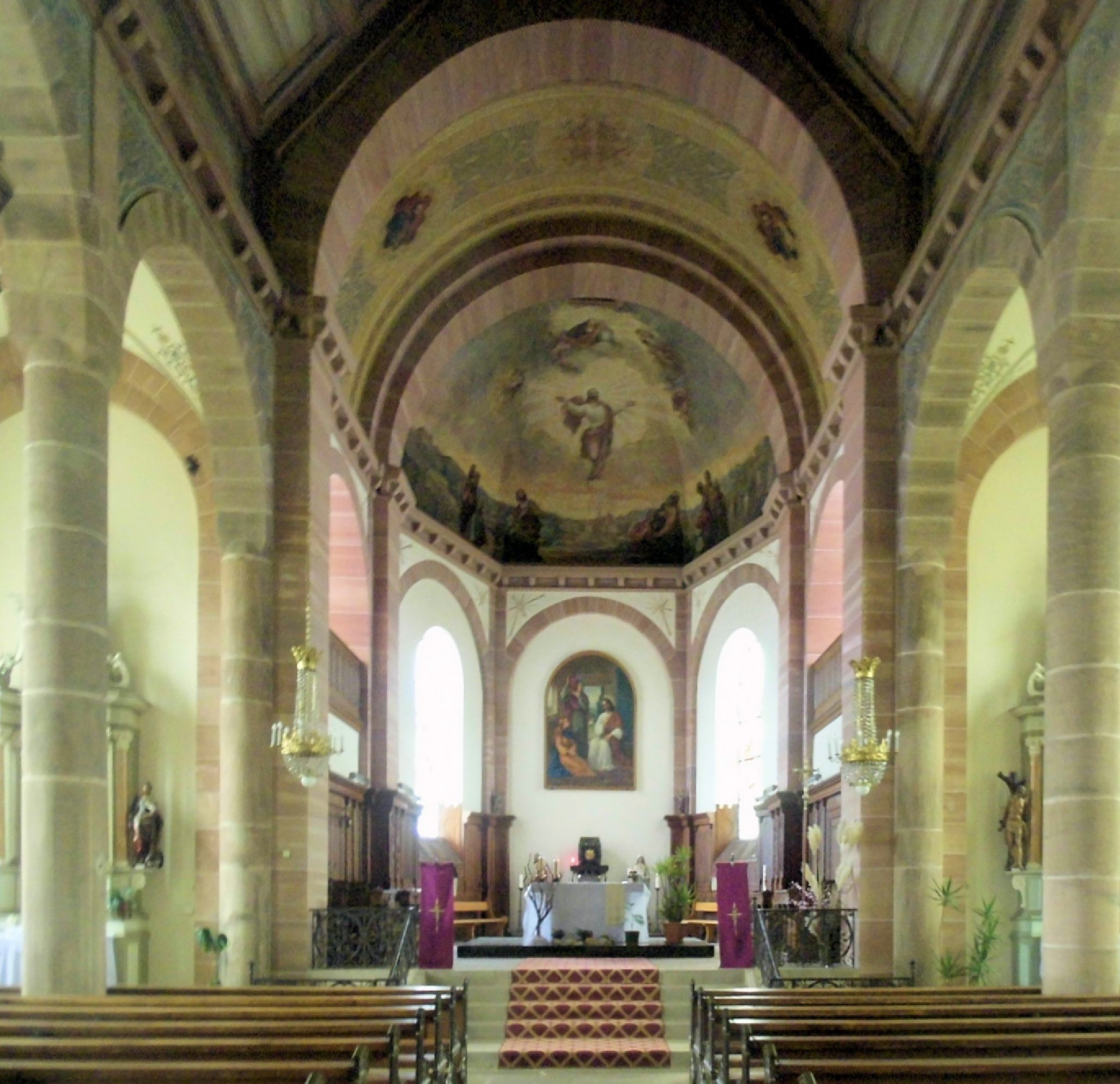
Innenansicht der Kirche
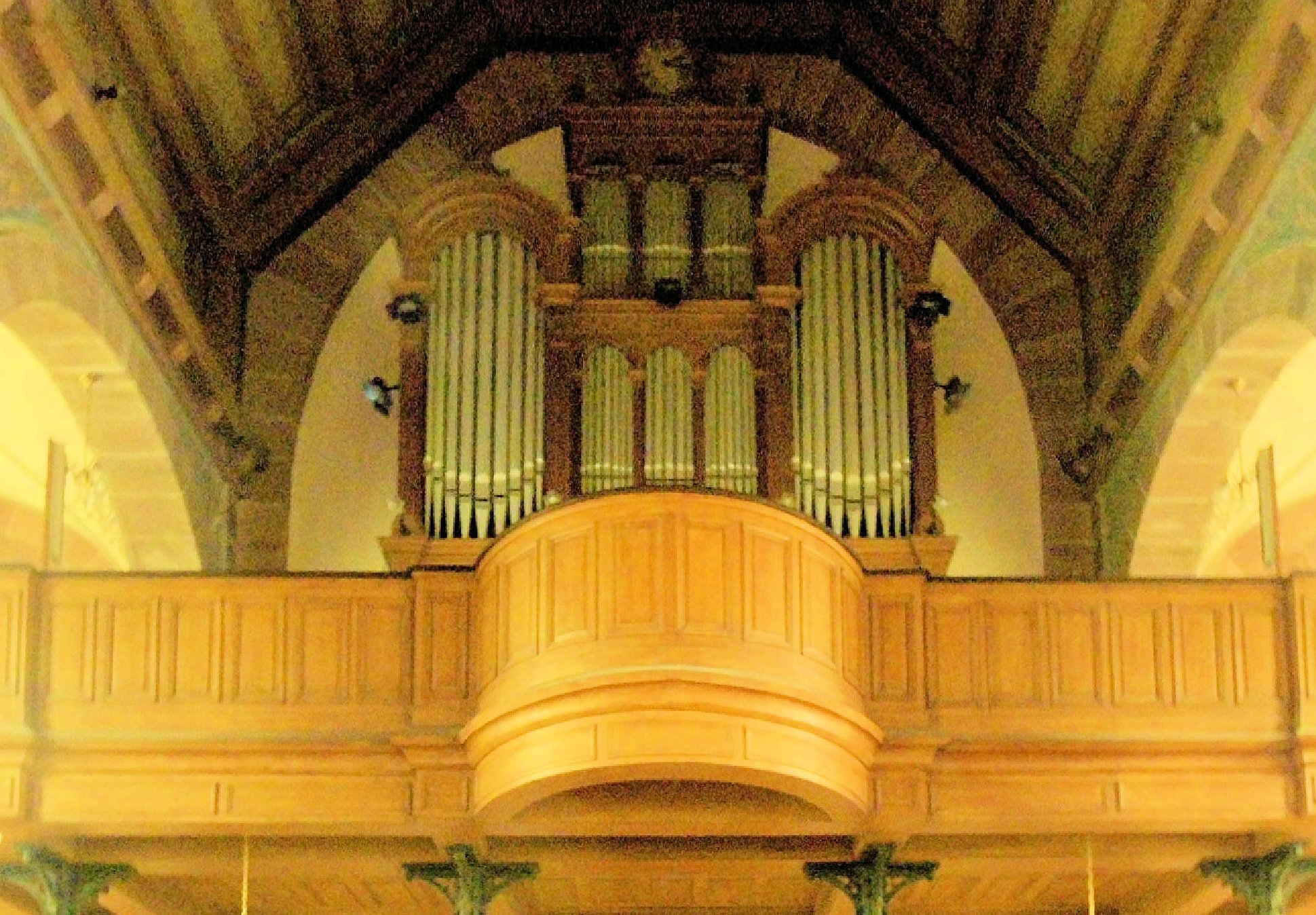
Orgel der Kirche
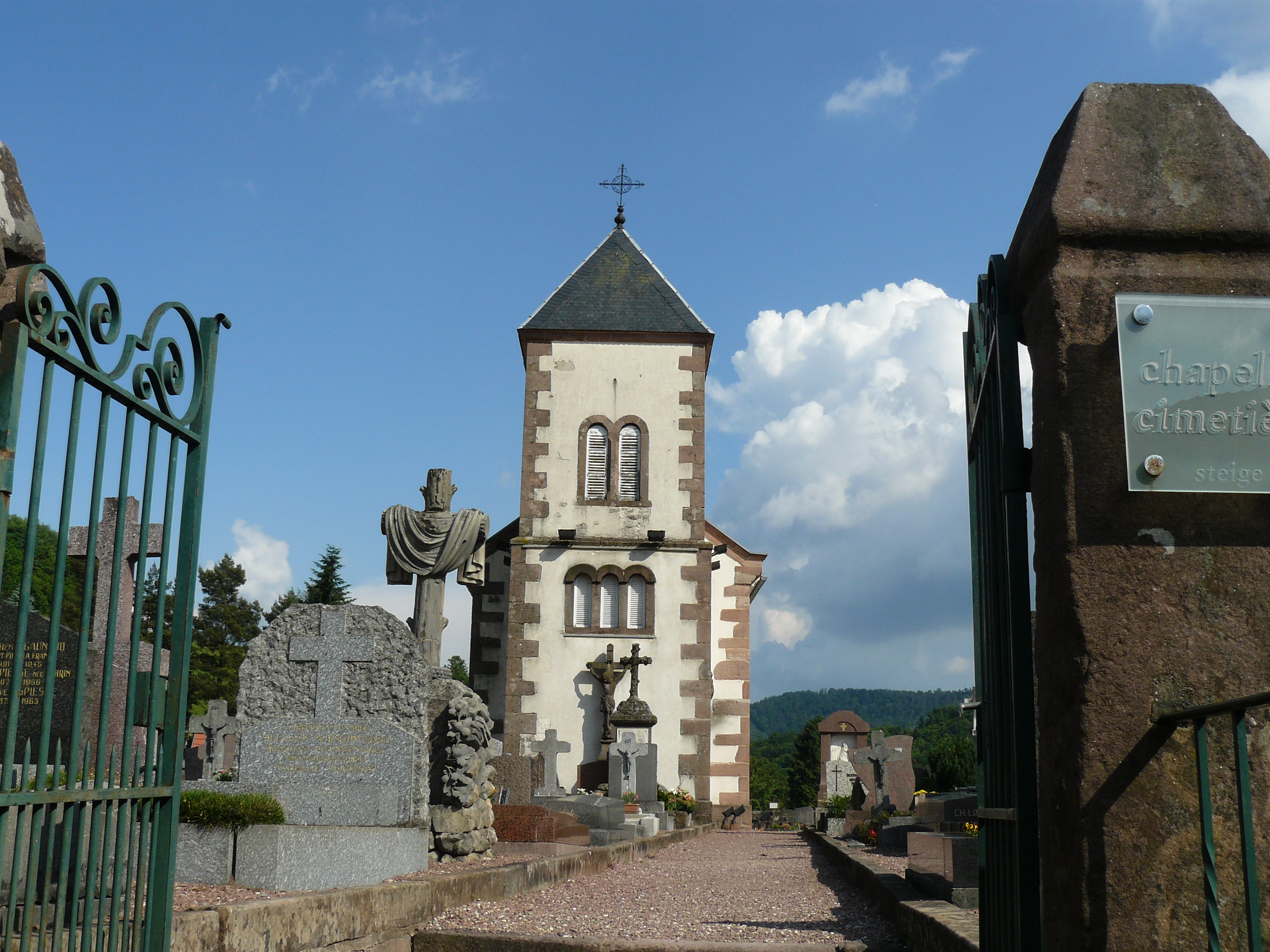
Friedhofskapelle
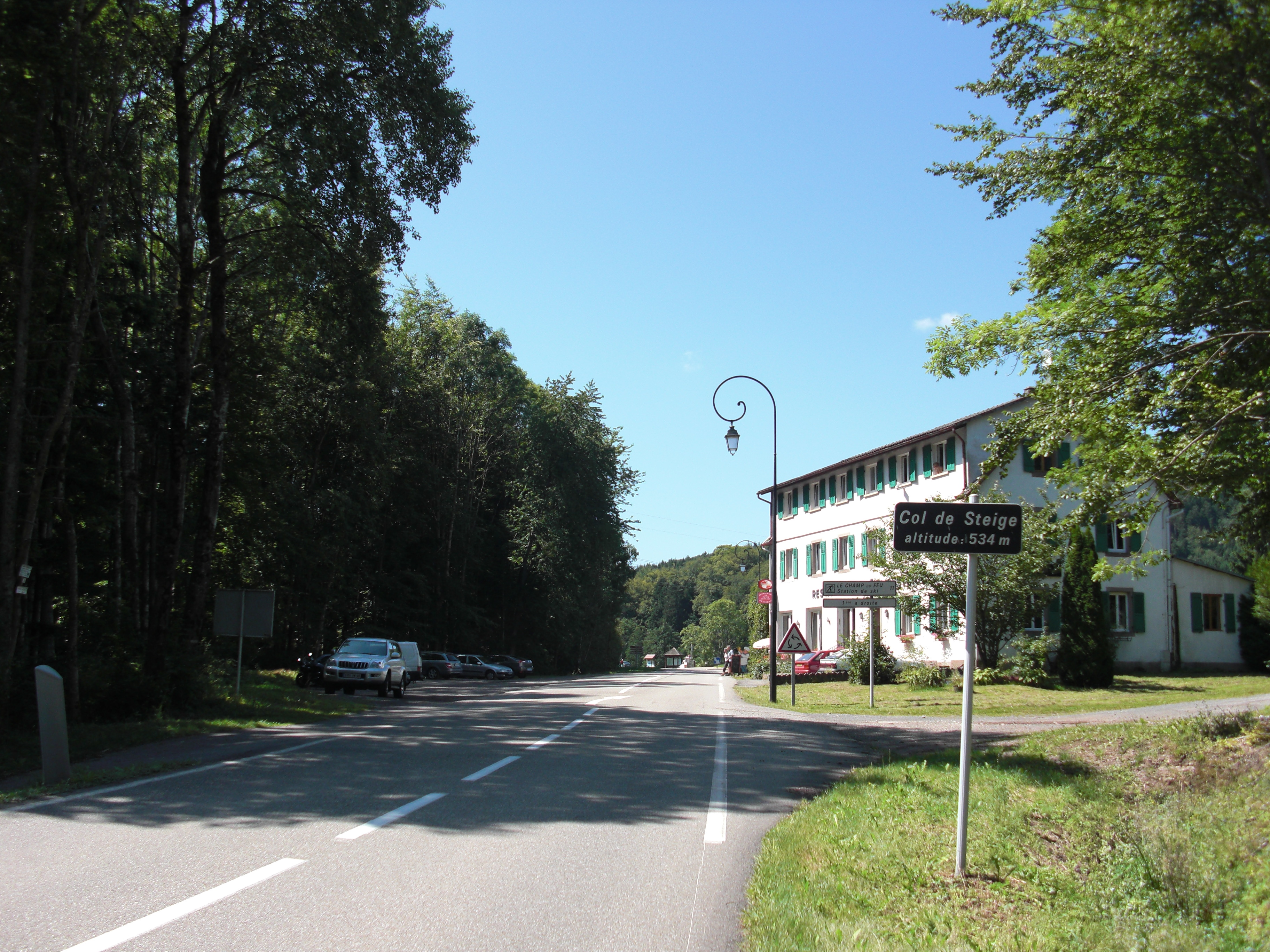
Col de Steige

- Kapelle am Friedhof
- Joseph-Meister-Haus

- Kirche Sainte-Madeleine
- Innenansicht der Kirche
- Orgel der Kirche
- Friedhofskapelle
- Col de Steige